# Altstadt 5, Linz

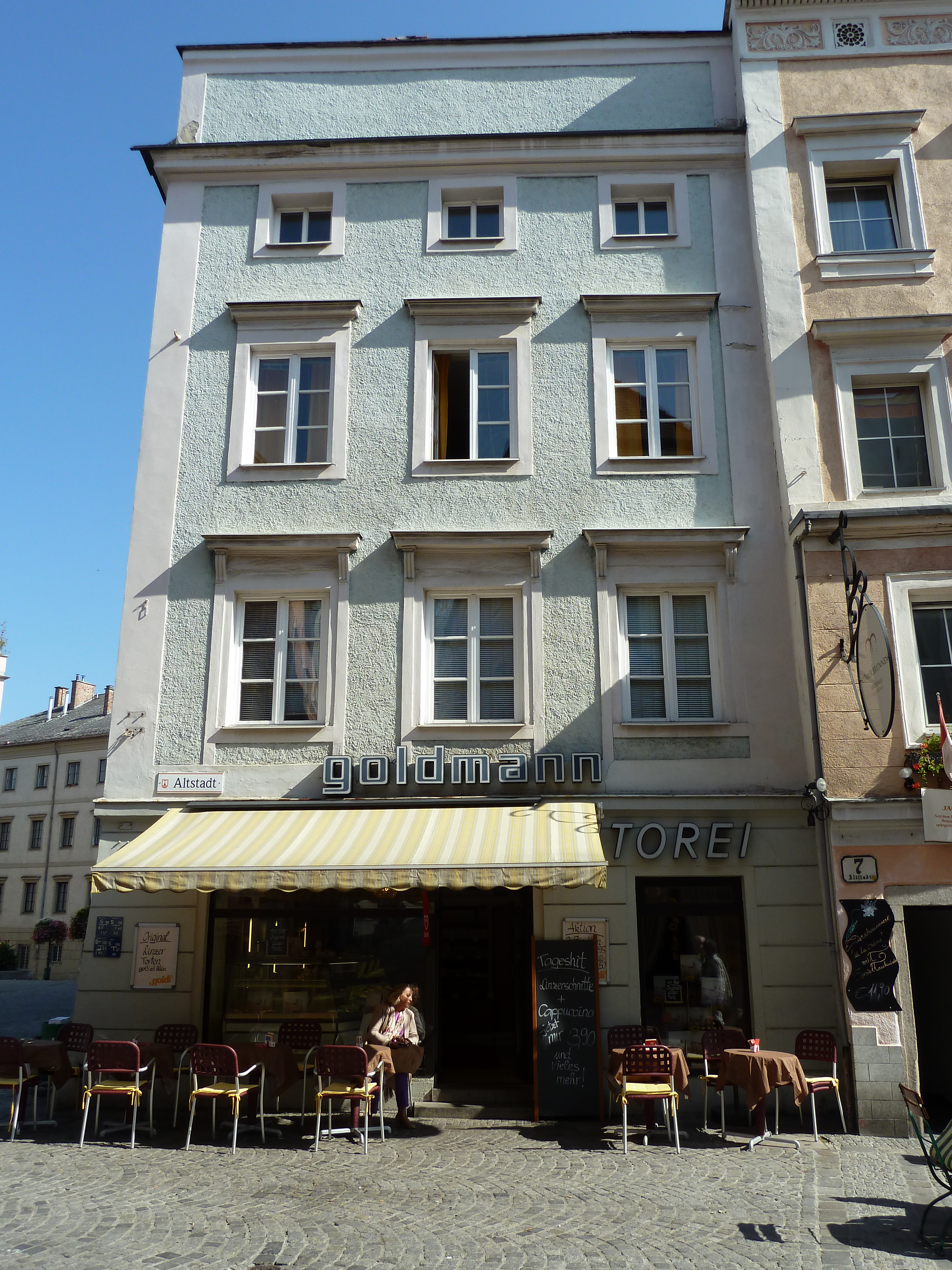
Bäckerhaus, Altstadt 5, Linz

Das sogenannte Bäckerhaus steht auf Altstadt 5 Ecke Hahnengasse 7 im Altstadtviertel der Stadtgemeinde Linz in Oberösterreich. Das Gebäude steht unter Denkmalschutz (Listeneintrag).

## Geschichte
Das Haus wurde 1555 urkundlich genannt. Seit 1578 besteht die Nutzung einer Bäckerei. Das spätmittelalterliche Haus wurde vom Baumeister Friedrich Sighartner 1852 und vom Architekten Rudolf Edinger 1961 umgebaut.

## Architektur
Das Eckhaus zeigt zur Altstadt die spätklassizistische Hauptfront aus 1852 mit gerade verdachten Fenstern und einer Blendmauer als niedrige Attika, die Nebenfassade zur Hahnengasse zeigt großteils kleine unregelmäßig gesetzte Fenster.
Das Gebäudeinnere hat zur Hahnengasse hin Mittelflure, ebenerdig mit Stichkappentonnen gewölbt. Im Obergeschoß gibt es ein flaches Tonnengewölbe aus 1852 und in einem weiteren Raum ein Kreuzgratgewölbe.